# 致知出版社
致知出版社（ちちしゅっぱんしゃ）は、東京都渋谷区に本社を置く日本の出版社である。

## 概説
「“人間学”を探究する」という出版社。実業家で地産株式会社社長・竹井博友が1973年（昭和48年）に設立した 「大自然出版」が始まりである。その後、「竹井出版」への改称を経て、1992年（平成4年）に現社名に改められた。
社名と同名の月刊誌『致知』は創刊以来、有名無名を問わず、各界各分野で一道を切り開いた人物の体験談を紹介している。『致知』愛読者の会「木鶏クラブ」は全国各地に拡がり、その数は150支部に及ぶ。その他単行本出版事業、セミナー事業も活発。書店では扱わない直販制。

## 沿革
- 1973年（昭和48年）　大自然出版株式会社として設立
- 1978年（昭和53年）　月刊『致知』創刊
- 1979年（昭和54年）　竹井出版株式会社と改称
- 1986年（昭和61年）　『人物を修める』（安岡正篤著）を刊行、ベストセラーになる
- 1989年（平成元年）　『修身教授録』（森信三著）を刊行
- 1992年（平成4年）　株式会社致知出版社に改称
- 2006年（平成18年）　『何のために生きるのか』（五木寛之＆稲盛和夫共著）が15万部を超すベストセラーになる。『安岡正篤一日一言』がベストセラーになる
- 2007年（平成19年）　『何のために働くのか』（北尾吉孝著）が発売一週間で5万部突破。現在10万部を超えるベストセラーとなる
- 2008年（平成20年）　『致知』創刊30周年
- 2009年（平成21年）　『死ぬときに後悔すること25』（大津秀一著）を刊行、25万部を超すベストセラーになる
- 2013年（平成25年）　『致知』創刊35周年